# Echinorhynchus rhytidodes
Echinorhynchus rhytidodes är en hakmaskart som beskrevs av Francesco Saverio Monticelli 1905. Echinorhynchus rhytidodes ingår i släktet Echinorhynchus och familjen Echinorhynchidae. Inga underarter finns listade i Catalogue of Life.